# 스피룰라 스피룰라

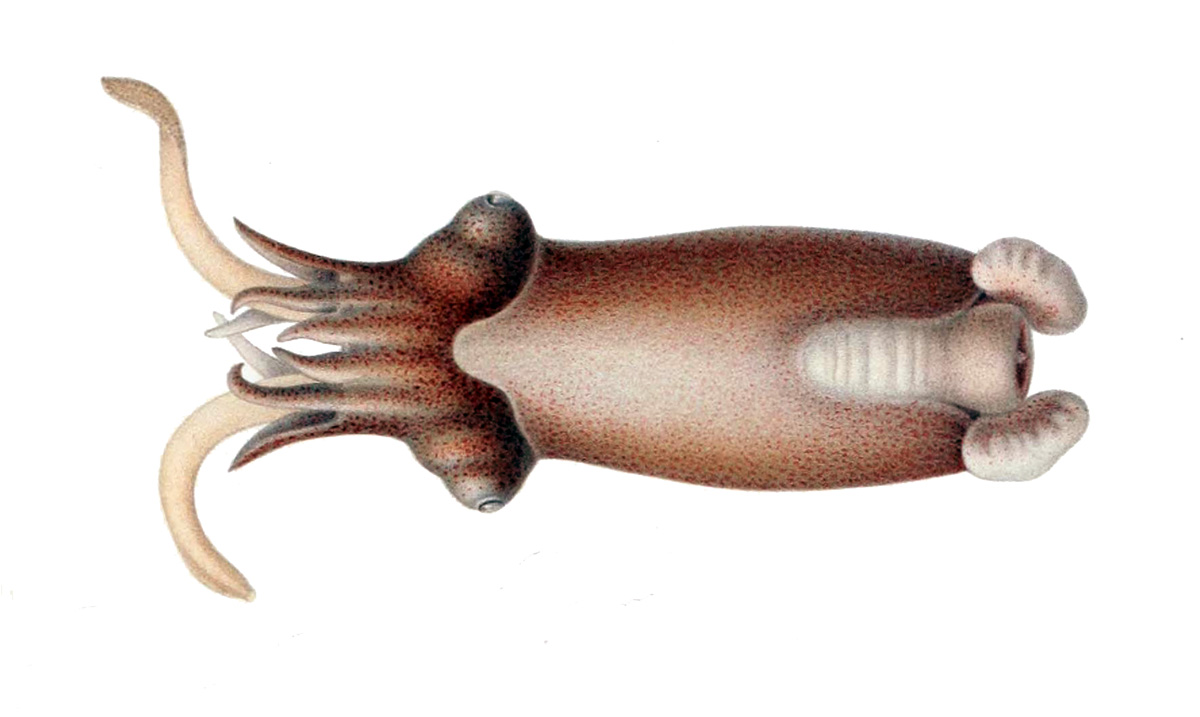

스피룰라 스피룰라는 스피룰라목에 속하는 두족류 중 유일하게 현존하는 종이다. 스피룰라 스피룰라가 스피룰라목의 마지막 종이라고 할 수 있기 때문에 스피룰라 스피룰라가 멸종한다면 스피룰라목에도 더 이상 현존하는 종은 없게 되는 것이다. 또한 스피룰라 스피룰라(spirula spirula)는 학명이며 스피룰라라고 부르는 것이 보통이다.